# Sarothrogastra feai
Sarothrogastra feai là một loài bọ cánh cứng trong họ Cerambycidae.